# Bombenanschläge in Kerman 2024

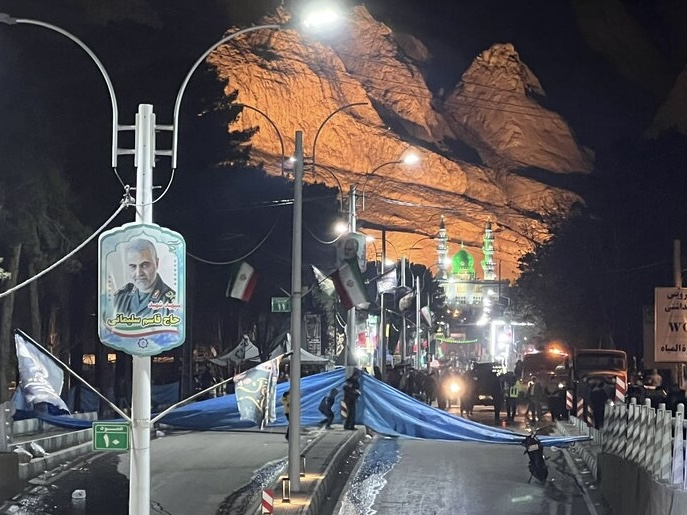
Der Ort der Bombenanschläge

Am 3. Januar 2024 wurden in der iranischen Provinzhauptstadt Kerman im Rahmen einer Gedenkveranstaltung für den vier Jahre zuvor von den USA getöteten General Qasem Soleimani zwei Bombenanschläge verübt. Die Urheberschaft wird ISIS-K zugeschrieben.

## Hintergrund
Am 3. Januar 2020 war der Kommandeur der iranischen Quds-Einheit, General Soleimani, bei einem Drohnenangriff des US-Militärs im Irak „gezielt getötet“ worden. Soleimani hatte eine der einflussreichsten Positionen im Iran innegehabt. Als Kommandeur der Quds-Einheit wirkte er stark bei der Gestaltung der iranischen Politik in der Region mit, so war er unter anderem für die Überwachung geheimer Missionen und die Unterstützung verbündeter Regierungen und Terrororganisationen wie der Hamas und der Hisbollah verantwortlich. Seine Milizen hatten auch im Irak jahrelang den IS bekämpft, weshalb der IS den Tod von Soleimani begrüßt hatte.
Der Anschlag fand während des Krieges in Gaza und Israel statt, der mit dem vom Iran begrüßten Terrorangriff der palästinensischen Hamas auf Israel Anfang Oktober 2023 begonnen hatte und nach dem Beginn massivster Vergeltungsangriffe Israels auf Gaza mit Tausenden Toten zu Spannungen im gesamten Nahen Osten führte. Am Tag vor dem Anschlag in Kerman hatte die israelische Armee den Vizekommandeur der vom Iran unterstützten Hamas, Saleh al-Arouri,  bei einem Luftangriff in Beirut „gezielt getötet“.

## Hergang
Das Ziel der Anschläge war eine Gedenkfeier zu Ehren Qasem Soleimanis, die auf den zum Märtyrerfriedhof in Kerman führenden Straßen abgehalten wurde. Während der Prozession explodierte der erste, in einem Abfalleimer platzierte Sprengsatz um 15 Uhr etwa 700 Meter von Soleimanis Grab entfernt nahe der Saheb al-Zaman-Moschee und einem Parkplatz. Der zweite Sprengsatz explodierte etwa 15 Minuten später etwa einen Kilometer vom Märtyrerfriedhof entfernt, offenbar mit dem Ziel, flüchtende Menschen und Ersthelfer sowie Einsatzkräfte zu töten und verletzen. Bei einer anschließenden Massenpanik wurden weitere Personen verletzt, Sicherheitskräfte sperrten das Gebiet ab. Die Anschläge wurden von staatlichen Medien und regionalen Behörden als „Terroranschlag“ bezeichnet.
Bei dem Anschlag starben 91 Menschen, 280 weitere wurden verletzt. Die meisten Opfer gab es bei der zweiten Detonation – so wurden auch drei Sanitäter getötet, die sich auf dem Weg zum ersten Explosionsort befanden. Unter den Toten waren 14 Afghanen, 19 Afghanen wurden verletzt.

## Täterschaft
Es war der Terroranschlag mit der höchsten Zahl an Todesopfern im Iran seit der Islamischen Revolution von 1979. Terrorangriffe dieses Ausmaßes sind im Iran äußerst selten. Der Iran hat mehrere Feinde, die dahinter stehen könnten, darunter Exilgruppen, militante Organisationen und staatliche Akteure. Ein Sprecher des US-Außenministeriums erklärte, man habe „keine Details zu dem Bombenanschlag und sehe keine Gründe dafür, dass Israel in die Explosion verwickelt sein könnte.“ Die Exilgruppe Volksmudschahedin sagte, dass sie nicht verantwortlich sei und noch nie Zivilisten angegriffen habe.
Am 4. Januar 2024 bekannte sich der Islamische Staat (IS) zu dem Anschlag. Er hatte den Tod von Soleimani begrüßt, dessen Milizen im Irak jahrelang den IS bekämpft hatten. Zwar hatte der IS bereits Terroranschläge im Iran verübt, nicht aber im eher ruhigen Kerman. Das Bekennerschreiben unterscheidet sich auch von früheren Erklärungen, weshalb die IS-Verantwortung für die Bombenanschläge in Frage gestellt wurde.
Später veröffentlichte die Gruppe über ihr Nachrichtenportal Amaq ein Bild, das zwei maskierte Männer zeigt, die für die Anschläge verantwortlich sein sollen. In dem Bericht hieß es, der erste Selbstmordattentäter habe seinen Sprengstoffgürtel inmitten einer Menschenansammlung gezündet, der zweite Bombenleger seinen Sprengstoff etwa 20 Minuten später.
Nach Angaben des iranischen Geheimdienstes hatte einer der beiden Attentäter die tadschikische Staatsbürgerschaft. Der 24-Jährige soll seine Terrorausbildung in der nordostafghanischen Provinz Badachschan erhalten haben. Ein weiterer Tadschike sei der mutmaßliche Chefplaner des Anschlages.

## Weitere Entwicklung
Zwei Tage später nahm der iranische Staat eigenen Angaben zufolge 32 Personen fest, die im Verdacht standen, die Selbstmordattentäter unterstützt zu haben. Die Festnahmen erfolgten laut der Islamic Republic News Agency in sechs Provinzen. Bei den Festnahmen seien Sprengkörper, Sprengstoffwesten, Fernsteuerungsgeräte und Zünder beschlagnahmt worden.

## Reaktionen

### Im Inland
Präsident Ebrahim Raisi verurteilte das „abscheuliche“ Verbrechen und der Iran erklärte den Donnerstag zu einem nationalen Trauertag.
Zeinab, Soleimanis Tochter, sagte: „Wir verurteilen den heutigen bitteren terroristischen Vorfall… Ich hoffe, dass die Täter identifiziert und für ihre Taten bestraft werden.“
Am Abend kehrten viele Teilnehmer der Prozession zum Märtyrerfriedhof in Kerman zurück und skandierten Parolen gegen Israel und die USA.
Die Regierung Irans ordnete für den 5. Januar 2024 Staatstrauer an.

### Im Ausland
UNO: Der Generalsekretär der UNO, António Guterres, verurteilte den Angriff auf das Schärfste und erklärte, die Verantwortlichen müssten zur Rechenschaft gezogen werden.
 Europäische Union: In einer Erklärung des Europäischen Auswärtigen Dienstes hieß es: Die EU „verurteilt den heutigen Bombenanschlag auf das Schärfste“ und bringe „ihre Solidarität mit dem iranischen Volk zum Ausdruck. Dieser Terrorakt hat eine schockierende Zahl von Toten und Verletzten unter der Zivilbevölkerung gefordert“.
 Österreich: Das Außenministerium zeigte sich „entsetzt über die vielen zivilen Opfer bei den Bombenanschlägen in der Stadt Kerman im Iran und [wir] bekunden unsere Solidarität mit dem iranischen Volk.“
 Deutschland: Das Auswärtige Amt veröffentlichte eine Stellungnahme, in der es steht „Wir sind zutiefst betroffen über die vielen Toten bei den heutigen Explosionen in Kerman, darunter auch viele Kinder“ und „Wir verurteilen diesen Terrorakt.“
 Schweiz: Das Eidgenössische Departement für auswärtige Angelegenheiten veröffentlichte eine Stellungnahme, in der u. a. steht „Unsere Gedanken sind bei den Opfern und ihren Familien“. Man verurteile „die Anschläge in Kerman aufs Schärfste“.
 Russland: Präsident Wladimir Putin drückte sein Beileid aus und schrieb an Raisi und Ali Chamenei: „Die Tötung friedlicher Friedhofsbesucher ist in ihrer Grausamkeit und ihrem Zynismus schockierend.“
 Irak: Das Nachbarland verurteilte den Anschlag und bot Hilfe an, „um die Folgen dieser feigen, kriminellen Tat zu mildern.“